# أوين ويت
أوين ويت (بالإنجليزية: Owen Witte)‏ هو طبيب أمريكي، ولد في 17 مايو 1949 في بروكلين في الولايات المتحدة.